# Мукачівський державний університет
Мука́чівський держа́вний університе́т (МДУ) — заклад вищої освіти європейського спрямування у місті Мукачеве. Заснований на державній формі власності та підпорядкований Міністерству освіти і науки України.

## Історія закладу

### Становлення Мукачівського технологічного інституту
1995 року згідно з Постановою Кабінету Міністрів України № 518 від 14 липня 1995 року в місті Мукачеві був відкритий філіал Технологічного університету Поділля (Хмельницький). Ініціатором створення філіалу став професор, завідувач кафедри хімії Технологічного університету Поділля Юрій Мигалина, який і став директором філіалу.
1997 року згідно з Постановою Кабінету Міністрів України № 526 від 29 травня 1997 року та наказом Міністерства освіти і науки України від 9 липня 1997 року № 254 «Про реформування мережі вищих навчальних закладів III—IV рівнів акредитації, підпорядкованих Міністерству освіти» на базі Мукачівського філіалу Технологічного університету Поділля створений Мукачівський технологічний інститут (МТІ). Ініціатором створення інституту знову виступив Юрій Мигалина, який став ректором закладу. Основне завдання інституту полягало в підготовці висококваліфікованих фахівців для легкої промисловості та сервісного обслуговування.
Мукачівський технологічний інститут здійснював підготовку фахівців за п'ятьма напрямами базової вищої освіти (та 12 спеціальностями):
- економіка і підприємництво (фінанси; облік і аудит; маркетинг)
- менеджмент (менеджмент організацій; менеджмент зовнішньоекономічної діяльності)
- туризм (туризм; готельне господарство)
- легка промисловість (швейні вироби; шкіргалантерейні та лимарні вироби; взуття)
- електротехніка (електричні системи і мережі; електричні системи електроспоживання) — у Виноградівському технологічному коледжі Мукачівського технологічного інституту.

### Об'єднання з Мукачівським гуманітарно-педагогічним інститутом
Мукачівський державний університет було створено у вересні 2008 року шляхом об'єднання Мукачівського технологічного інституту із Мукачівським гуманітарно-педагогічним інститутом.
Мукачівський гуманітарно-педагогічний інститут був навчальним закладом, що належав до комунальної форми власності і знаходився у підпорядкуванні управління освіти і науки Закарпатської ОДА. На той час інститут мав понад 90-річну історію та готував майбутніх педагогічних працівників для дошкільної та початкової ланок освіти, а також шкіл національних меншин.
Об'єднання двох закладів вищої освіти було викликане модернізацією освіти України для реалізації концептуальних засад Болонського процесу, географічним положенням та кількістю студентів. Ректор Мукачівського технологічного інституту Юрій Мигалина продовжив свою роботу на посаді ректора університету.

## Структура університету
Організацію навчальної, науково-методичної, наукової та виховної роботи в університеті забезпечують чотири факультети:
- факультет економіки, управління та інженерії;
- факультет менеджменту та індустрії гостинності;
- педагогічний факультет;
- гуманітарний факультет.

Структурними підрозділами університету також є:
- ВСП "Виноградівський державний коледж Мукачівського державного університету Виноградівський фаховий коледж МДУ (Виноградів);
- ВСП "Гуманітарно-педагогічний фаховий коледж МДУ" (Мукачеве).

В університеті діє наукова бібліотека, книжковий фонд якої із 115 підручників, привезених з Технологічного університету Поділля у 1995 році, за роки існування закладу виріс до понад 150 тис. примірників. В бібліотеці діють п'ять читальних залів на 240 місць.

## Освітньо-виховна робота
До професорсько-викладацького складу університету, станом на 2011 рік, входило 337 осіб, серед яких 96 кандидатів наук та доцентів, а також 33 доктори та професори. У закладі навчаються близько 5300 студентів.
З 1996 року в університеті діють підготовчі курси, які щорічно проходять понад 200 слухачів. Навчальний план підготовчих курсів включає дисципліни, з яких проводяться вступні іспити.
З 2000 року у закладі діє аспірантура.
З 2001 року (за іншими даними — з 2003) заклад проводить щорічний Всеукраїнський конкурс молодих дизайнерів одягу, взуття та шкіргалантерейних виробів «Новий колорит», у якому беруть участь студенти профільних вишів України та молоді дизайнери. Членами журі запрошують провідних модельєрів та дизайнерів країни.
В університеті діють гуртки, спортивні групи та команди, танцювальна група. Традиційними у навчальному закладі є організація КВК, розважальних програм, виступів, зустрічей з письменниками, народними депутатами, керівниками державних органів влади, підприємств області, правоохоронних органів тощо. За успішні виступи на оглядах-конкурсах та фестивалях художньої самодіяльності студенти інституту нагороджені численними грамотами та цінними подарунками.

## Відомі працівники
Мигалина Юрій Вікентійович
Щербан Тетяна Дмитрівна
Гоблик Володимир Васильович
Росул Василь Васильович
Маслиган Олена Олександрівна
Проскура Володимир Федорович

## Відомі випускники
- Петьовка Василь Васильович (*1967) — народний депутат України VI скликання.
- Токар Ілля Іванович (*1968) — голова Мукачівської районної державної адміністрації.